# Rio Curpătu
O Rio Curpătu é um rio da Romênia, afluente do Sebeş, localizado no distrito de Sibiu.